# Enfermería del trabajo
La enfermería de salud ocupacional es una práctica de enfermería especializada que proporciona y ofrece programas y servicios de salud y seguridad a trabajadores, poblaciones de trabajadores y grupos comunitarios. La práctica se centra en la promoción, el mantenimiento y la restauración de la salud, la prevención de enfermedades y lesiones y la protección de los peligros ambientales y relacionados con el trabajo. Las enfermeras de salud ocupacional (OHN) tienen como objetivo combinar el conocimiento de la salud y los negocios para equilibrar entornos de trabajo seguros y saludables y un resultado final "saludable".

## Funciones laborales
La enfermería de salud ocupacional se puede encontrar en casi todos los centros de atención médica importantes. Se especializa en evaluar y evaluar el "estado de salud" de los empleados y su función para mantener el más alto nivel de bienestar de la fuerza laboral. Los componentes clave de la enfermería de salud ocupacional incluyen la prevención de enfermedades y lesiones en el lugar de trabajo, la salud y el bienestar, la protección y la educación. Las enfermeras en salud ocupacional también tienen un papel en la implementación de proyectos de investigación y la incorporación de la práctica basada en la evidencia en la práctica clínica.

### Estados Unidos
En los Estados Unidos, el papel de la enfermera de salud ocupacional comenzó en 1888. Una enfermera llamada Betty Moulder fue contratada por varias compañías mineras de carbón en Pensilvania para cuidar a sus empleados y familias debido a las condiciones en el lugar de trabajo. Debido a esto, muchas personas consideran a Pensilvania como el lugar de nacimiento de la enfermería de salud ocupacional. A través de los años, la enfermería de salud ocupacional creció para luchar contra las enfermedades infecciosas y los problemas de salud relacionados con la escasez de mano de obra. Hoy en día, los empleados con problemas de salud costarán a las empresas un billón de dólares. Las enfermeras de salud ocupacional son contratadas por empresas dentro de los Estados Unidos para disminuir las lesiones relacionadas con el trabajo y los porcentajes de ausentismo. Se ha demostrado que las enfermeras de salud ocupacional brindan importantes beneficios financieros. La capacitación de enfermeras de salud ocupacional en los EE. UU. cuenta con el apoyo del Instituto Nacional de Seguridad y Salud Ocupacional a través de los Centros de Educación e Investigación de NIOSH.

## Funciones y responsabilidades
Los roles modernos de las enfermeras de salud ocupacional son tan diversos como los de los médicos y los educadores. A medida que avanza la profesión, las responsabilidades de esta profesión también han crecido. Algunas de las áreas de las que son responsables las enfermeras de ocupación son:
- Gestión de casos: las OHN coordinan y gestionan de forma rutinaria la atención de los trabajadores enfermos y lesionados. El papel de las enfermeras de salud ocupacional como administradores de casos ha aumentado, ya que ahora ayudan con la coordinación y gestión de lesiones y enfermedades relacionadas con el trabajo y no relacionadas con el trabajo, lo que incluye salud grupal, compensación del trabajador y la Ley de Licencia Médica Familiar (FMLA), así como discapacidad a largo plazo.
- Promoción de la salud y reducción de riesgos: las OHN desarrollan programas que promueven el cambio de estilo de vida y los esfuerzos individuales que reducen el riesgo de enfermedades y lesiones. Las OHN también ayudan a crear entornos que brindan un sentido de equilibrio entre las preocupaciones laborales, familiares, personales, de salud y psicosociales. Las estrategias adicionales para ayudar en la promoción de la salud para mantener a los trabajadores saludables y productivos incluyen vacunas, dejar de fumar, ejercicio/condición física, nutrición y control de peso, manejo del estrés, manejo de enfermedades crónicas y uso de servicios médicos.
- Asesoramiento e intervención en situaciones de crisis: las enfermeras de salud ocupacional (OHN) ofrecen asesoramiento a los trabajadores para muchos problemas. Brindan asesoramiento para desafíos comunes, como problemas y lesiones relacionados con el trabajo. También brindan asesoramiento para otros problemas como abuso de sustancias, problemas psicológicos, preocupaciones por la salud y el bienestar, etc. Las OHN también pueden administrar programas de asistencia a los empleados, hacerse cargo de las referencias y coordinar el seguimiento de los recursos comunitarios.
- Identificación de peligros en el lugar de trabajo: las OHN pueden detectar peligros o peligros potenciales en el lugar de trabajo. Pueden realizar investigaciones para monitorear, evaluar y analizar ciertos elementos peligrosos. La realización de investigaciones ayuda a desarrollar un plan de seguridad y a implementar medidas preventivas y de control, como: exposición a sustancias químicas tóxicas, espacios confinados, cables deshilachados, exposición a materiales infecciosos, condiciones extremas de calor/frío y lesiones.[6]

## Requisitos
Las enfermeras de salud ocupacional necesitan una licencia en el estado en el que ejercen. Las enfermeras suelen tener una licenciatura en enfermería y experiencia en salud comunitaria, cuidados ambulatorios, cuidados críticos o cuidados de emergencia. La mayoría de las enfermeras de salud ocupacional obtienen su maestría en salud pública, práctica avanzada o negocios para tener una competencia profesional superior. Las enfermeras en EE. UU. pueden obtener la certificación en enfermería de salud ocupacional a través de The American Board for Occupational Health Nurse, INC.

## Futuro de la enfermería en salud ocupacional
En la actualidad, los lugares de trabajo tienen costos de seguros crecientes y casos de compensación laboral, lo que crea la necesidad de enfermeras de salud ocupacional calificadas que comprendan el mercado de la atención médica. La mayoría de las cooperaciones han incorporado un programa de bienestar para ayudar a disminuir las lesiones y enfermedades relacionadas con los empleados.